# Diogenes viridis
Diogenes viridis is een tienpotigensoort uit de familie van de Diogenidae. De wetenschappelijke naam van de soort is voor het eerst geldig gepubliceerd in 1988 door Haig & Ball.